# Рапідо
Рапідо (італ. Rapido) — невеличка річка в Центральній Італії. Довжина близько 40 км, площа басейну 2 000км², середня витрата води в гирлі — близько 25 м³/сек.
Бере початок на схилах Монті-дела-Мета, в італійській провінції Фрозіноне на кордоні між провінціями Лаціо та Молізе. В районі населеного пункту Сант'Елія-Ф'юмерапідо річка вже має назву Гері та в нижній течії близько міста Кассіно зливається з Лірі та формує річку Гарільяно.